# 2024年9月中國大陸

## 9月4日
- 河南省一家名为“柯贞素质拓展营”将14岁女生虐待致死，拦截该生信件的的班主任阴某利因涉嫌侵犯通信自由罪被刑事拘留，并于次年6月4日一审开庭审理。[1]

## 9月5日
- 2026年世界杯預選賽十八強賽首輪中國國家足球隊做客埼玉2002體育場挑戰日本國家足球隊，最終以0-7負於對手，創造了中日足球交手歷史上最大負分差[2]。

## 9月6日
- 超强台风摩羯于16时20分前后在中国海南省文昌市翁田镇登陆，造成海南4人死亡，95人受伤，是2014年台风威马逊后登陆中国大陆地区第二强的台风。[3]

## 9月11日
- 天津滨海机场受无人机干扰而关闭，民航客机在周边城市的北京大兴机场、石家庄正定机场等机场备降。[4]

## 9月13日
- 全国人民代表大会常务委员会通过延迟退休方案，自2025年起的15年间逐步将男职工退休年龄从60岁延迟到63岁，女职工退休年龄从50岁、55岁分别延迟到55岁、58岁。[5]

## 9月16日
- 强台风贝碧嘉在中国上海登陆，登陆时风力达42m/s，是1949年以来登陆上海的最强台风。[6]

## 9月18日
- 一名于深圳日本人学校就读的十岁男童被一名男子刺伤身亡。[7]